# Gołąbek czerwonobrzegi

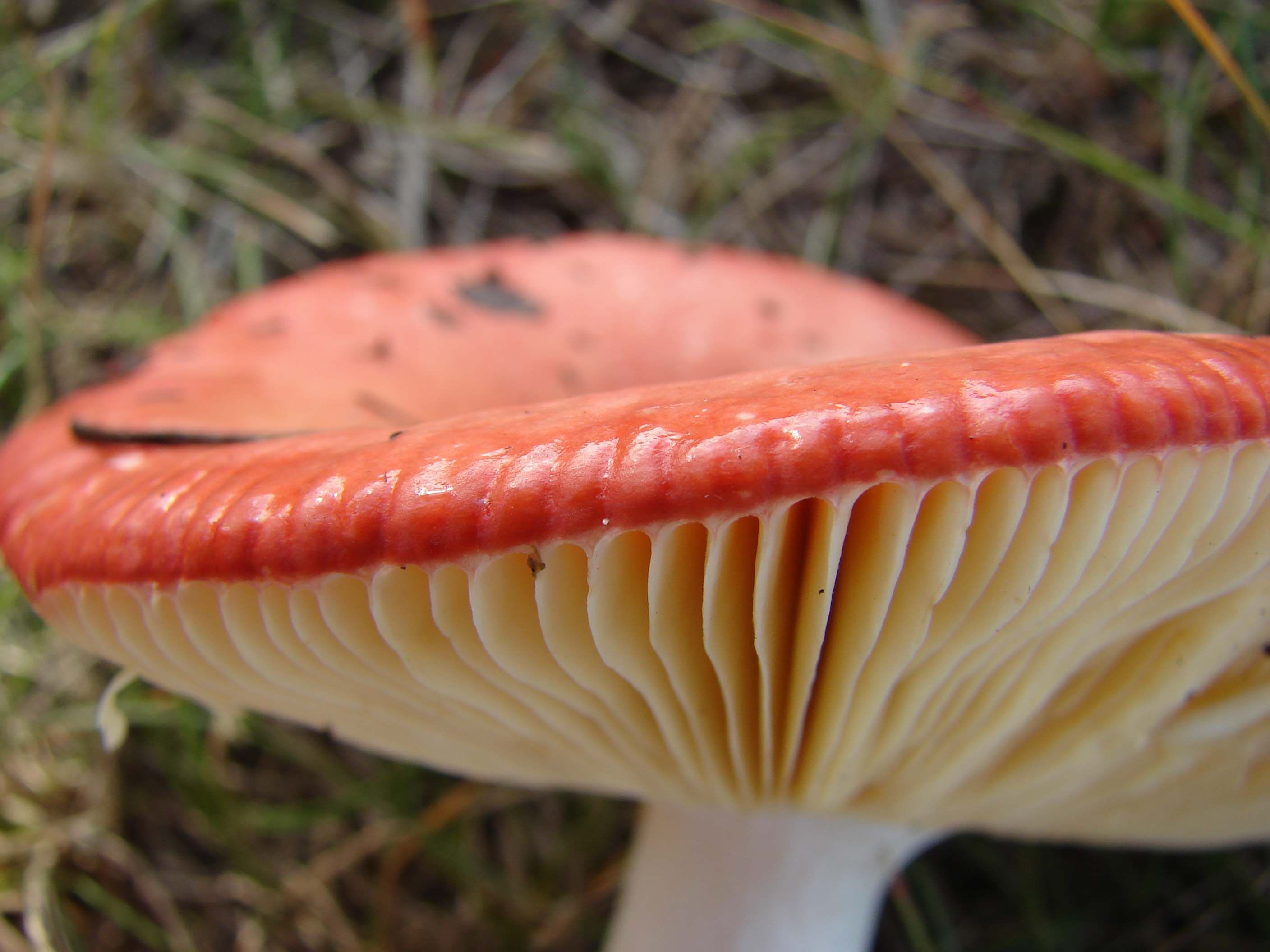

Gołąbek czerwonobrzegi (Russula laeta Jul. Schäff.) – gatunek grzybów należący do rodziny gołąbkowatych (Russulaceae).

## Systematyka i nazewnictwo
Pozycja w klasyfikacji według Index Fungorum: Russula, Russulaceae, Russulales, Incertae sedis, Agaricomycetes, Agaricomycotina, Basidiomycota, Fungi.
Po raz pierwszy opisał go w 1952 r. Julius Schäffer i nadana przez niego nazwa naukowa jest aktualna.
Polską nazwę zaproponował Władysław Wojewoda w 2003 r.

## Morfologia
Kapelusz
Średnica do 5,8 cm, wypukły, bez garbka. Powierzchnia brązowoczerwona z odcieniami fioletu i pastelowej czerwieni, gładka. Brzeg regularny, u starszych okazów poszarpany.
Blaszki
Przyrośnięte, o szerokości do 5 mm, nierówne, gęste, bladopomarańczowe, niezmienne. Krawędzie gładkie.
Trzon
Wysokość do 6 cm, grubość do 1,6 cm na wierzchołku, 1,7 cm na środku, z wyraźnie bulwiastą podstawą o średnicy 2,2 cm. Powierzchnia biała z żółtawobiałym odcieniem u podstawy, gładka.
Miąższ
O grubości do 0,4 cm, biały, niezmieniający barwy po uszkodzeniu. Zapach owocowy.
Cechy mikroskopowe
Bazydiospory 7,47–9,13 × 6,64–7,47 μm; Q = 1,12-1,2 µm; kuliste do prawie kulistych, pokryte izolowanymi, tępymi brodawkami o wysokości 0,8–2,6 μm i niekompletną siateczką, amyloidalne z wyrostkiem wnęki o długości 1,6–3,2 µm. Podstawki 33,6–48,0 × 9,6–14,4 μm, maczugowate, ziarniste, z czterema spiczastymi sterygmami o długości 4,8–8,0 μm. Pleurocystydy 52,0–70,4 × 8,0–12,8 µm, maczugowate, szeroko maczugowate do prawie cylindrycznych, z tępymi lub ostrymi wierzchołkami. Cheilocystydy 40,0–54,4 × 8,0–12,8 µm, maczugowate z inkrustowanymi lub dziobowatymi końcami. Skórka kapelusza zżelowana, epikutis złożony z dermatocystyd o szerokości 3,2–4,98 µm, włoski luźno ułożone, inkrustowane, ziarniste. Kaulocystydy 38,4– 56,0 × 6,4–11,2 μm, od kształcie od prawie cylindrycznych do wrzecionowatych z tępymi i ostrymi wierzchołkami, gęsto ziarniste, septowane. Brak sprzążek.

## Występowanie i siedlisko
Występuje w Ameryce Północnej, Europie i Azji. Najwięcej stanowisk podano w Europie. W Polsce do 2003 r. jedyne stanowisko podała Maria Ławrynowicz w 1973 r.
Naziemny grzyb mykoryzowy występujący w lasach liściastych i mieszanych, zwłaszcza pod bukami.